# Pueblo cirebonés
Los cirebones o cireboneses (wong cirebon; urang cirebon) son un grupo étnico indígena originario de Cirebon, en la región nororiental de Java Occidental, Indonesia. Ellos llaman Cherbón a la región, y en otros lugares del país la llaman Tchirebón, con lo que sus habitantes podrían llamarse cherbones o tchirebones. Hay aproximadamente 1,9 millones de cireboneses, en su mayoría musulmanes suníes. Su idioma nativo es el cirebonés, que es una forma de lengua mixta entre el javanés y el sundanés, con una mayor influencia del javanés.

## Una etnia reconocida

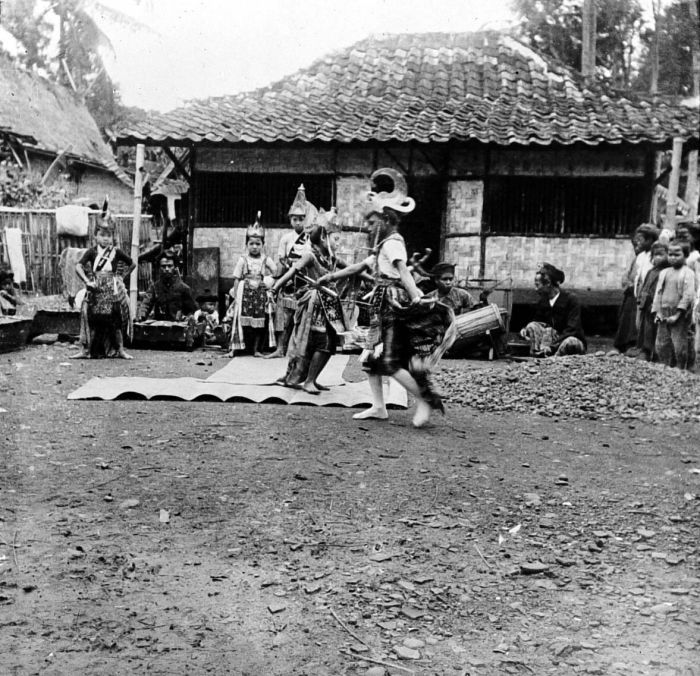
Danza javanesa en un patio trasero, en Cirebon.

Al principio, la existencia del grupo étnico cirebonés siempre se asociaba con los javaneses y sondaneses. Sin embargo, con el tiempo desarrollaron su propia cultura, que va desde una variedad de batik costero, que en realidad no sigue los estándares del estilo palaciego javanés, comúnmente conocido como batik interior, hasta el surgimiento de patrones islámicos tradicionales que aparecen con la construcción del palacio Cirebon en el siglo XV, que se basó completamente en el Islam. La existencia de la etnia cirebonesa, que no se considera a sí misma como pueblo javanés o sundanés fue finalmente aceptada en el censo de población de 2010, mediante el cual se puso a disposición una columna que menciona específicamente a los cireboneses. Esto significó que la existencia del grupo étnico cirebonés ha sido reconocida a nivel nacional como una tribu separada, según Erna Tresna Prihatin:

## Idioma

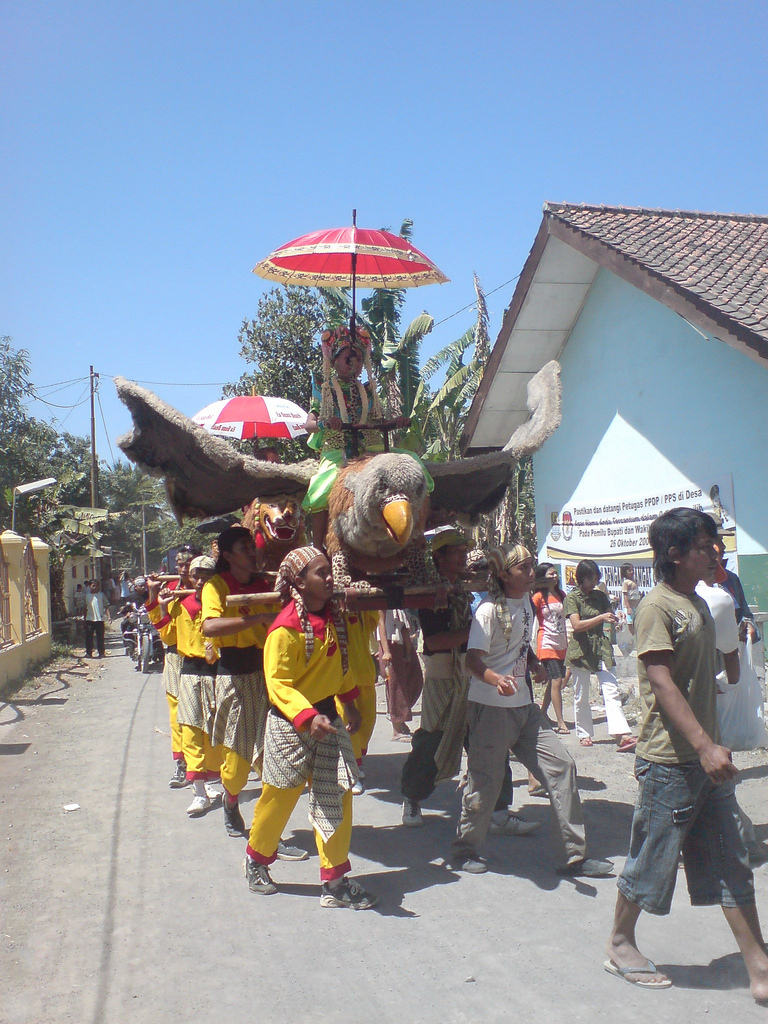
Burokan, artes escénicas tradicionales en Cirebon.

En el pasado,  los cireboneses practicaron el comercio costero en Java Occidental desde Cirebon, que era uno de los principales puertos, particularmente en el siglo XV hasta el siglo XVII. Estaban influenciados por la cultura sundanesa, ya que los cireboneses se encuentran adyacentes a esa región cultural; especialmente las ciudades de Kuningan y Majalengka, y también por la cultura china, árabe y europea. Esto es evidente en palabras como "taocang" (coleta) que es un préstamo del idioma chino (idioma) hokkien ), la palabra "bakda" (después) que es del idioma árabe, y luego la palabra "sonder " (sin) que procede de la absorción de lenguas europeas (lengua holandesa). El idioma cirebonés también mantiene formas antiguas del idioma javanés, como frases y pronunciación, por ejemplo, "ingsun " (yo) y " sira " (tú) son palabras que ya no se usan en el idioma javanés de Bakú.

## Costumbres

### Boda real
La costumbre de la boda real de la comunidad cirebonesa se llama pelakrama ageng en lengua cirebonesa. Las costumbres matrimoniales le dan relevancia a las tradiciones locales, con énfasis en el islam como centro de la ceremonia. La boda cirebonesa centra sus valores morales en la sencillez como la forma de la comunidad de realizar grandes celebraciones. Por ejemplo, la dote cirebonesa, que solo requiere tubérculos, verduras y objetos de valor (como joyas o dinero en efectivo, según los medios del novio), donde al cumplir con esos requisitos la comunidad cirebonesa priorizará los elementos islámicos más que otros; entre ellos está evitar la ria (la actitud de querer ser alabado).

#### Propuesta de matrimonio
Una propuesta de matrimonio o en lengua cirebonesa tetali o njegog es la primera etapa de la boda real cirebonesa, en la que el mensajero del hombre visita a los padres de la mujer y expresa su intención de casarse con su hija. La madre dará su respuesta en presencia del mensajero como testigo. Después de recibir la respuesta, el mensajero y los padres de la mujer tendrán una discusión para determinar la fecha de la boda. Una vez que hay acuerdo, el mensajero se excusa para llevar el mensaje a los padres del pretendiente.

## Cultura

### Relación con la cultura javanesa
La lengua cirebonesa siempre se ha asociado con la lengua javanesa, debido a que la gramática cirebonesa es similar a la gramática javanesa, así como la existencia de varias palabras en la lengua cirebonesa que comparten el mismo significado.

### Relación con la cultura sundanesa
En las relaciones con el pueblo o la cultura sondanesa, la existencia del pueblo cirebonés está relacionada con el palacio de Cirebon; donde sus fundadores, a saber, Raden Walangsungsang, Nyai Rara Santang y el príncipe Surya, son los kuwu (término cirbones de jefe de asentamiento) en el distrito de Kaliwedi, descendientes del reino Pajajaran del reino de la Sonda. Sin embargo, en el desarrollo posterior del palacio Cirebon; que es el símbolo de la existencia de los cireboneses, este eligió su propio camino, que en su mayoría sigue el modelo del islam.
- Portal:Indonesia. Contenido relacionado con Indonesia.